# Madison-Lenox Hotel
El Madison-Lenox Hotel era un complejo hotelero ubicado en la Madison Street en Downtown de Detroit, Míchigan. Fue demolido en 2005.

## Historia
Originalmente diseñado como dos hotels separadosː el Madison Hotel de F.C. Pollmar en el 1900 Madison Street, y el Hotel Lenox de A.C. Varney en 1903. Más tarde, una construcción de dos pisos entre ambos los conectó, creando el Madison-Lenox. Los edificios fueron ocupados por última vez durante la década de 1990. Los hoteles se encontraban en la esquina suroeste de Madison Street y East Grand River Avenue, al otro lado de la calle del Detroit Athletic Club.
En 1985, el actor de teatro Council Cargle y su esposa, Maggie Porter, fundaron el Harmonie Park Playhouse de 40 asientos en el sótano del Madison-Lenox. El teatro del sótano, que anteriormente se había utilizado como barbería y estudio de artistas, se utilizó para producciones fuera de Broadway hasta el cierre del teatro en 1990.

## Demolición
En 2004, un grupo liderado por el magnate Mike Ilitch presentó solicitudes para demoler el edificio a la Comisión del Distrito Histórico de Detroit (HDC). Estas fueron denegadas y el edificio se mantuvo en pie. En 2004, el National Trust for Historic Preservation agregó el edificio a su lista anual de los 11 lugares históricos más amenazados de Estados Unidos.
A pesar de las ofertas de los promotores inmobiliarios interesados en el edificio, Ilitch se negó a venderlo y prefirió demolerlo para crear un estacionamiento. La ciudad a su vez buscaba despejar antes del Super Bowl XL en el Comerica Park el 5 de febrero de 2006. La demolición de mayo de 2005 por Adamo Group fue objeto de una gran controversia.